# Olympische Winterspiele 1972/Teilnehmer (Iran)
| Gelbes Symbol für Goldmedaillen mit stilisierten Olympischen Ringen | Graues Symbol für Silbermedaillen mit stilisierten Olympischen Ringen | Braundes Symbol für Bronzemedaillen mit stilisierten Olympischen Ringen |
| ------------------------------------------------------------------- | --------------------------------------------------------------------- | ----------------------------------------------------------------------- |
| —                                                                   | —                                                                     | —                                                                       |

Der Iran nahm an den Olympischen Winterspielen 1972 im japanischen Sapporo mit einer Delegation von fünf Männern im alpinen Skisport teil.
Seit 1956 war es die vierte Teilnahme des Iran an Olympischen Winterspielen.

## Flaggenträger
Ovaness Meguerdonian trug die Flagge Irans während der Eröffnungsfeier.

## Teilnehmer nach Sportarten

### Ski Alpin
Herren:
- Fayzollah Band Ali
Abfahrt: 54. Platz – 2:18,19 min
Riesenslalom: 40. Platz – 4:04,14 min
Slalom: 32. Platz – 2:32,75 min
- Ghorban Ali Kalhor
Abfahrt: 55. Platz – 2:20,98 min
Riesenslalom: DSQ
Slalom: 33. Platz – 2:37,53 min
- Lotfollah Kiashemshaki
Abfahrt: 53. Platz – 2:16,14 min
Riesenslalom: 43. Platz – 4:06,21 min
Slalom: DNF
- Ali Saveh
Abfahrt: 52. Platz – 2:11,29 min
Riesenslalom: 44. Platz – 4:06,88 min
Slalom: DSQ

## Weblink
- Iranische Olympiamannschaft 1972 in der Datenbank von Sports-Reference (englisch; archiviert vom Original)